# Osthannoversche Eisenbahnen
De Osthannoversche Eisenbahnen AG (OHE) is een spoorwegonderneming uit Celle, Duitsland. De meerderheidsaandelen zijn in handen van Netinera.
Als spoorwegbeheerder heeft de OHE 294 kilometer lang netwerk in het noordoosten van Nedersaksen, alle in de omgeving van de Lüneburger Heide. Als spoorvervoerder rijdt de OHE goederentreinen op de eigen spoorlijnen en op die van de Deutsche Bahn. Het reizigersvervoer per spoor werd in 1977 gestaakt. Door de deelname in metronom Eisenbahngesellschaft (via de NiedersachsenBahn) is de OHE sinds december 2003 weer indirect actief in het reizigersvervoer. Sinds december 2011 rijdt de OHE op de Heidebahn en de spoorlijn Uelzen - Langwedel reizigerstreinen met de nieuw opgerichte dochteronderneming Erixx.

## Geschiedenis

### Fusies
De OHE ontstond in 1944 door een fusie van meerdere lokale maatschappijen in het noordoosten van Nedersaksen. De oprichting van één spoorwegmaatschappij was niet alleen economisch gemotiveerd, maar ook sterk door de politiek gestuurd. In het nationalistische Duitse Rijk was het netwerk van de toekomstige OHE in het Regierungsbezirk Lüneburg gelegen, dat onderdeel was van de NSDAP-Gouw Ost-Hannover (vergelijkbaar gebied met het huidige verkiezingsdistrict 15) en ook naamgever werd voor de onderneming.
De Osthannoversche Eisenbahnen AG in Celle is de rechtmatige opvolger van de op 21 juni 1902 opgerichte Kleinbahn Celle - Wittingen, dat zich op 23 februari 1940 hernoemde naar Eisenbahn Celle - Wittingen AG. Deze nam op 27 maart 1944 de Kleinbahn Celle - Soltau over, Celle - Münster, waarmee het in de "Betriebsgemeinschaft der Celler Kleinbahnen" verbonden was en reed voortaan als de Firma Celler Eisenbahnen AG.
Op 10 juli 1944 werden de volgende spoorwegmaatschappijen overgenomen, die sinds de vroege jaren '20 - bij de beide Winsener Eisenbahn sinds 1933 - voor het Landeskleinbahnamt der Provinz Hannover gereden hadden:
- Bleckeder Kleinbahn (Lüneburg-Bleckeder Eisenbahn)
- Kleinbahn Lüneburg-Soltau GmbH (Lüneburg-Soltauer Eisenbahn)
- Kleinbahn Soltau-Neuenkirchen
- Kleinbahn Winsen-Evendorf-Hützel (Winsener Eisenbahn)
- Kleinbahn Winsen-Niedermarschacht (Winsener Eisenbahn)

In dezelfde periode werd ook de
- Kleinbahn Wittingen-Oebisfelde (Wittingen-Oebisfelder Eisenbahn) in de OHE opgenomen.

Met deze fusie zou - vooral gezien de zware oorlogstijd - door middel van een uniform beheer en gemeenschappelijke materieel de efficiëntie en de winstgevendheid van de lokale spoorwegen worden verhoogd. De nieuwe onderneming Osthannoversche Eisenbahnen AG bezat in 1944 een normaalspoor-netwerk van ongeveer 340 kilometer. Het was daarmee decennia lang de grootste private spoorwegbeheerder van Duitsland.

### Eigenaren
Bij de oprichting in 1944 waren de hoofdaandeelhouders de Pruisische Staat en de Provincie Hannover met 53%. De Landkreisen Celle, Fallingbostel, Gifhorn, Harburg (bestuur Winsen) en Lüneburg bezaten de overige aandelen verdeeld naar trajectlengte. Een zeer klein deel van de aandelen zijn in handen van de Vrijstaat Brunswijk en de Provincie Saksen evenals de steden Celle en Lüneburg, enkele kleinere gemeenten en particulieren.
Tot eind 2006 was de OHE in staatsbezit - 40,2% bij de deelstaat Nedersaksen, 38,8% bij de Bondsrepubliek Duitsland, 17,1% bij de kreisen, steden en gemeenten in Nedersaksen en 8,9% was eveneens in Bondsbezit via DB Regio. Als resultaat van en in juli 2006 door de deelstaat Nedersaksen begeleidde privatisering won in december 2006 het bod van de combinatie Arriva en Verkehrsbetriebe Bachstein van €30 miljoen voor de aandelen van de Bond, deelstaat, DB Regio en later ook de Landkreis Harburg. De overname werd in maart 2007 definitief na goedkeuring van de parlementen, kartelorganisaties en de VBL. Door de op 1 februari 2007 opgerichte Arriva Bachstein, die voor 86% tot Arriva Deutschland en voor 14% bij de Verkehrsbetriebe Celle hoorde, kreeg Arriva 73,203% van de aandelen van OHE in handen. Nadat Arriva Deutschland aan Ferrovie dello Stato (51%) en Cube Infrastructure (49%) werd verkocht werd Arriva Deutschland hernoemd naar Netinera. 
De aandelen van de OHE zijn in handen van de volgende bedrijven en organisaties:
- Netinera Bachstein GmbH: 87,507%
- Landkreis Celle: 5,772 %
- Landkreis Gifhorn: 1,782%
- Landkreis Lüneburg: 1,542%
- Landkreis Heidekreis: 1,194%
- Stadt Celle: 1,220%
- Stadt Uelzen: 0,697%
- Stadt Wittingen: 0,258%
- Flecken Brome: 0,028%

## Spoornetwerk
De volgende spoorlijnen vormen het samenhangend hoofdnetwerk:
| Spoorlijn                             | Lengte (km) | Naam           | Categorie | Opmerkingen                                                                      |
| ------------------------------------- | ----------- | -------------- | --------- | -------------------------------------------------------------------------------- |
| Celle - Soltau                        | 58,9        | Falkenbergbahn | F1        |                                                                                  |
| Beckedorf - Munster                   | 23,9        | Örtzetalbahn   | Z2        |                                                                                  |
| Lüneburg - Soltau                     | 57,1        | Gebirgsbahn    | Z1        |                                                                                  |
| Lüneburg - Bleckede                   | 23,0        | Geestrandbahn  | Z2        | door de sporen van de DB van het OHE netwerk afgesneden                          |
| Winsen - Hützel                       | 41,1        | Luhebahn       | Z1        |                                                                                  |
| Winsen - Niedermarschacht             | 16,0        | Elbmarschbahn  | Z2        |                                                                                  |
| Celle - Wittingen                     | 51,0        | Lachtetalbahn  | Z1        |                                                                                  |
| Wittingen - Radenbeck                 | 14,2        | Ohretalbahn    | Z2        | Stillegging loopt; het trajectdeel tot aan Oebisfelde werd al in 1945 stilgelegd |
| Zonder verbinding tot het OHE netwerk |             |                |           |                                                                                  |
| Wunstorf - Mesmerode                  | 6,0         |                | Z3        | Sinds 2000, voormalig Steinhuder Meer-Bahn StMB                                  |
| Totaal                                | 291,2       |                |           |                                                                                  |

Stilgelegde spoorlijnen:
| Spoorlijn                     | Lengte (km) | Naam          | Opmerkingen                                                                                       |
| ----------------------------- | ----------- | ------------- | ------------------------------------------------------------------------------------------------- |
| Soltau - Neuenkirchen         | 12,0        |               | 1996 stilgelegd; 2006 deels opgebroken; vanaf mei 2014 Neuenkirchener Draisinenbahn (deeltraject) |
| Beedenbostel - Mariaglück     | 5,6         | Salzbahn      | 2005 stilgelegd; opgebroken                                                                       |
| Marschacht - Niedermarschacht | 1,1         | Elbmarschbahn | 1996 stilgelegd; opgebroken                                                                       |
| Radebeck - Oebisfelde         | 28,9        | Ohretalbahn   | Rühe - Oebisfelde in 1945; Radenbeck - Rühen in 1983 stilgelegd                                   |
| Celle - Wietzenbruch          | 4,3         |               | 1998 van de DB overgenomen; 2005 stilgelegd; 2006 opgebroken                                      |

In november 2005 werd aan de OHE medegedeeld door de Nedersaksische Ministerie voor Economie, Arbeid en Verkeer dat het verkeer op de Ohretalbahn vanaf kilometer 14,2 (Radenbeck) werd stilgelegd. Het overgebleven trajectdeel Wittingen - Radenbeck werd voor overname door andere spoorwegbeheerders aanbesteed. Minus de stilgelegde spoorlijnen bedroeg de lengte van het OHE-netwerk begin 2009 in totaal 291,2 kilometer.
Het tracéprijssysteem uit 2009 regelde de OHE de toegang tot het netwerk door andere maatschappijen. Hierin werd onderscheid gemaakt naar het treinverkeer dat begin of eindigt in het netwerk van de OHE, Standardtrassen, of verkeer dat alleen over het netwerk van de OHE doorreed, Durchgangsstrassen. Dit was voornamelijk achterlandverkeer vanaf de zeehavens.

## Goederenverkeer
Het goederenverkeer had in het verleden een belangrijke rol gespeeld; op het eigen netwerk werd in 2006 1,4 miljoen ton hout, bouwmaterialen, chemische producten, meststoffen en ook militaire uitrusting voor de legerplaatsen in Munster en bergen. Sinds 2004 was de OHE als vervoerder in heel Duitsland actief, in 2006 werd voor 1,6 miljoen ton (2005: 0,95 miljoen ton) vooral als bloktreinen getransporteerd. 
Bovendien bedient de OHE op de spoorlijnen van de Deutsche Bahn van rond de 100 kilometer lange goederenverkeer met wagenladingen:
| Spoorlijnen                         | Lengte (km) |
| ----------------------------------- | ----------- |
| Munster - Uelzen                    | 34          |
| Celle - Uelzen                      | 53          |
| Soltau - Visselhövede (- Langwedel) | 18 (45)     |
| Totaal                              | 105 (132)   |

Deze trajecten grenzen aan het netwerk van de OHE en worden meestal in functie als regionale partner van de DB bediend. In het verleden werden ook andere spoorlijnen geëxploiteerd, die bediening is tegenwoordig onrendabel of weer door de DB zelf geëxploiteerd. De economische crisis zorgde voor een daling van het treinverkeer, zodat de jaren 2011 en 2012 bij de slechtste jaren in de OHE-geschiedenis horen. Hiervoor werden reorganisatiemaatregelen genomen, die leidde tot de scheiding van exploitatie en beheer en op 1 september 2012 werd de dochteronderneming OHE Cargo AG opgericht voor het goederenvervoer.
Met de dienstregelingswissel 2013-2014 stopte de OHE volledig met het goederenverkeer op de eigen spoorlijnen. De bediening van de laadplaatsen en de aansluitingen werd door DB Cargo overgenomen. De daarmee gestarte terugtrekking uit het spoorgoederenvervoer werd begin oktober 2015 door een besluit van de OHE-Raad van Commissarissen gestart en eind 2016 afgesloten door het opheffen van OHE Cargo GmbH.
Sinds 1 oktober 2016 had de Havelländische Eisenbahn (HVLE) de overgebleven rangeerdiensten van de OHE overgenomen.

## Reizigersverkeer

### Voormalig reizigersverkeer

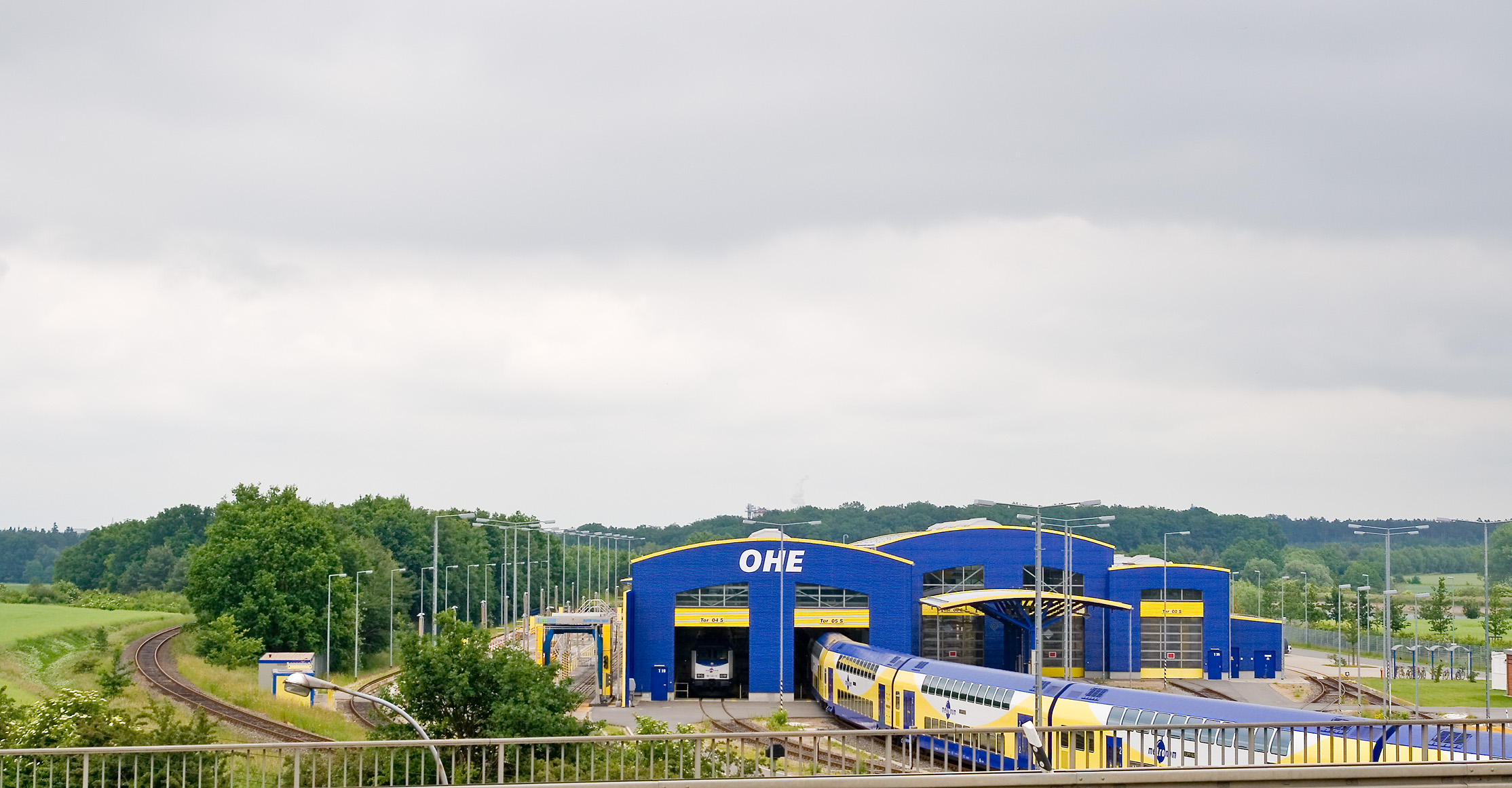
Het onderhoudsbedrijf van de OHE voor de treinen van metronom (2007)

Het reizigersverkeer had vooral in de tijd van de Tweede Wereldoorlog en de tijd daarna een aanzienlijke omvang. Op enkele spoorlijnen bleef het reizigersverkeer tot in de jaren '70 van enige betekenis. Dat kwam voornamelijk door de sneltreinen, die onder andere het zondagse recreatieverkeer bediende. Sinds de zomer van 1977 was in het spoorboekje geen reizigerstrein van de OHE meer te vinden.
Het reizigersverkeer werd op de volgende data stilgelegd:
| 1 juli 1945  | – | Rühen – Oebisfelde                                             |
| 22 mei 1955  | – | Beedenbostel – Mariaglück (forensenverkeer bleef nog tot 1958) |
| 28 mei 1961  | – | Soltau – Neuenkirchen                                          |
| 22 mei 1966  | – | Winsen – Niedermarschacht                                      |
| 31 mei 1970  | – | Hermannsburg – Munster (Lager) en Salzhausen – Hützel          |
| 3 juni 1973  | – | Bleckede – Alt Garge                                           |
| 26 mei 1974  | – | Steinhorst – Wittingen en Wittingen – Rühen                    |
| 5 juli 1974  | – | Winsen – Salzhausen                                            |
| 1 juni 1975  | – | Bergen – Soltau                                                |
| 26 juni 1975 | – | Soltau – Hützel – Schwindebeck                                 |
| 30 mei 1976  | – | Celle Nord – Bergen en Beckedorf – Hermannsburg                |
| 23 juni 1976 | – | Celle Nord – Steinhorst                                        |
| 22 mei 1977  | – | Lüneburg – Bleckede en Lüneburg – Schwindebeck                 |

Als vervanging van het reizigersverkeer richtte de OHE buslijnen op. Al in 1927-1928 had de directie van de Celler Kleinbahnen de leiding van het Kraftverkehrs Celle-Stadt und Land GmbH (KVC) overgenomen; deze exploiteerde toen vier buslijnen van in totaal 87 kilometer met zes bussen. Tegenwoordig heeft de OHE 61% van de aandelen van KVC. Daarbij kwam in de loop van de tijd bij de OHE nog het Verkehrsbetrieb Osthannover GmbH (VOG) als volle dochteronderneming, de Verkehrsgesellschaft Landkreis Gifhorn (VLG) (25,2%) en voor 60% de Kraftverkehr Stade GmbH (KVG), die onder andere in de regio Lüneburg het stads- en streekvervoer bediend. 

### Museumspoorwegmaatschappij
Die Arbeitsgemeinschaft Verkehrsfreunde Lüneburg e.V (AVL) rijdt over de spoorlijnen van de OHE onder de naam "Heide-Express" met historisch materieel.

### Huidig reizigersverkeer

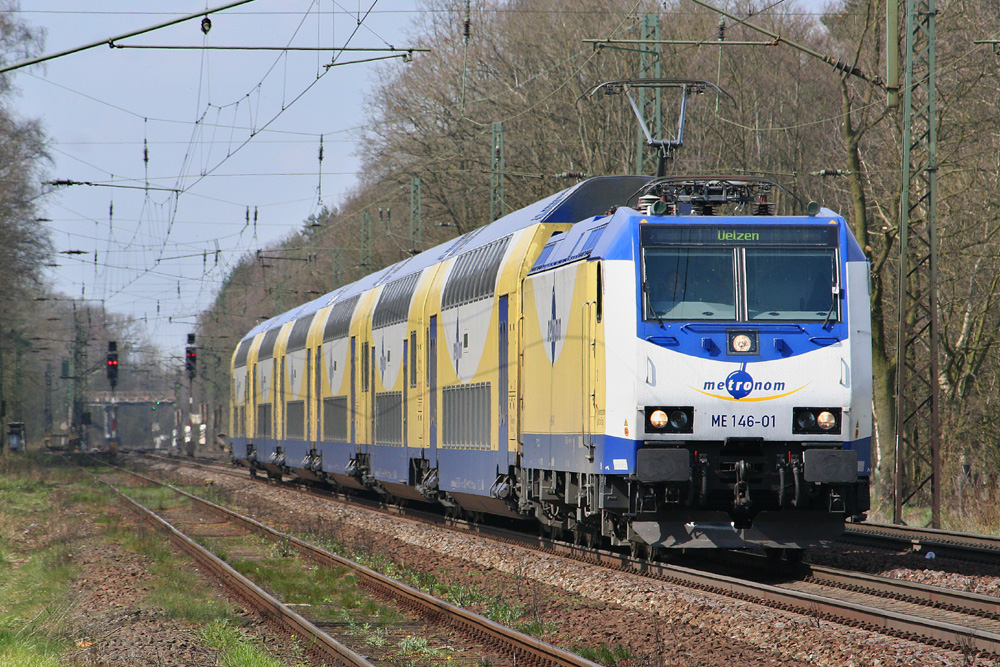
Metronom-dubbeldekker op weg naar Uelzen (2008)

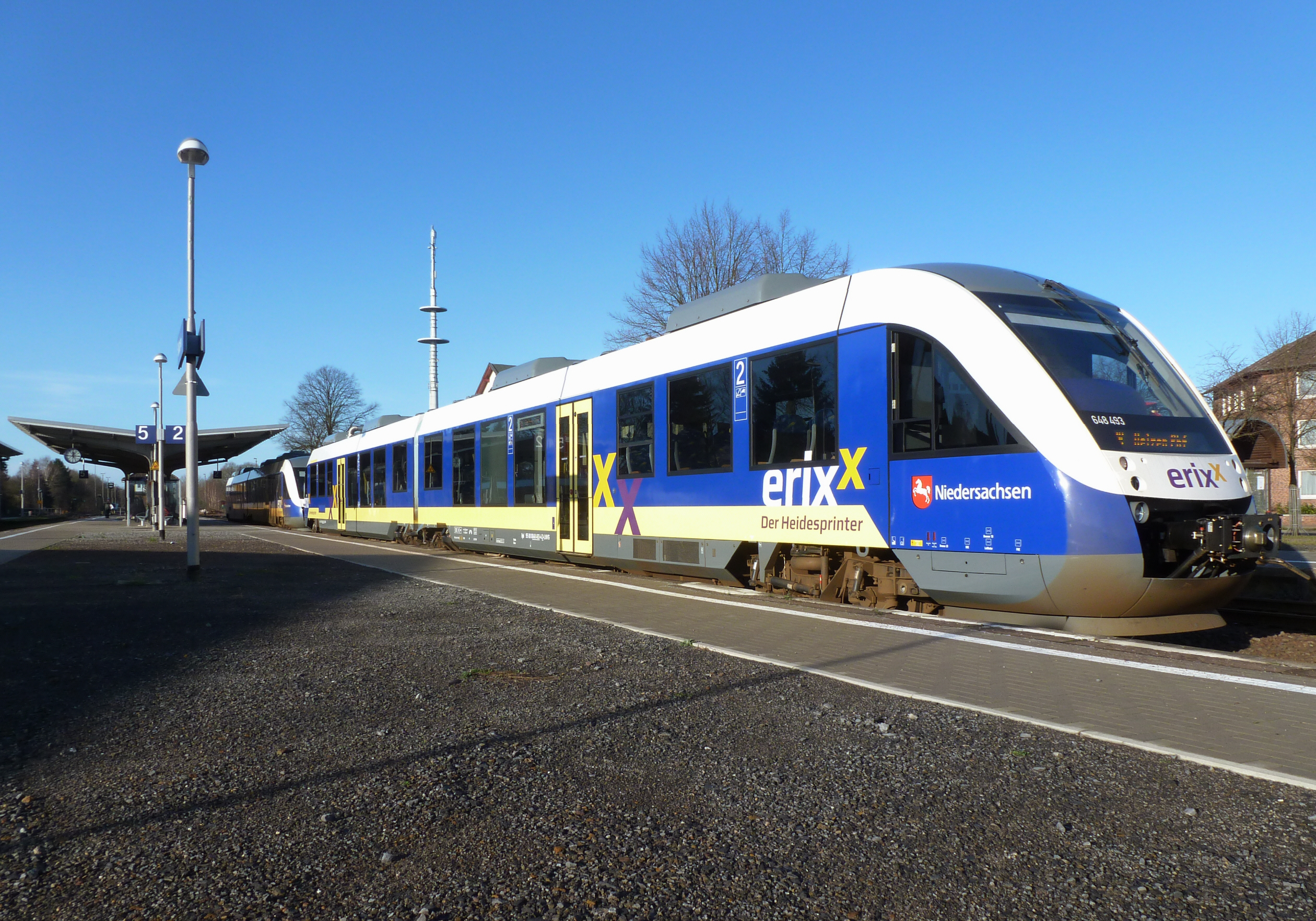
Erixx LINT 41 trein in Soltau (2012)

Via dochtermaatschappij NiedersachsenBahn GmbH (60%) is de OHE actief in het reizigersverkeer met metronom. Hiervoor heeft de OHE een onderhoudsbedrijf in Uelzen en voert in opdracht van Bombardier het onderhoud van de metronom-treinstellen. Een verdere onderhoudsplaats bevindt zich in Celle en een reparatiewerkplaats in Bleckede.
De OHE had de aanbesteding van de concessie Heide-Kreuz bestaande uit de spoorlijnen Walsrode - Buchholz (Heidebahn), Hannover - Walsrode en Uelzen - Bremen gewonnen en in december 2011 met de exploitatie gestart. De looptijd bedraagt acht jaar. Door de winst van de concessie werd op 18 april 2011 de nieuwe dochteronderneming Heidekreuzbahn GmbH opgericht, die korte tijd later werd hernoemd naar erixx GmbH.

## Exploitatie van andere spoorlijnen
De OHE reed vanaf 1959, nadat het Niedersächsische Landeseisenbahnamt opgeheven werd, decennia lang de exploitatie van een reeks van spoorwegondernemingen in de deelstaat Nedersaksen, namelijk:
- Bremervörde-Osterholzer Eisenbahn GmbH (vanaf 1 september 1981 verder onder de Eisenbahnen und Verkehrsbetriebe Elbe-Weser)
- Buxtehude-Harsefelder Eisenbahn GmbH (vanaf 1 juli 1993 verder onder de Eisenbahnen und Verkehrsbetriebe Elbe-Weser)
- Eisenbahn Gittelde-Bad Grund GmbH (tot 30 december 1971, stilgelegd)
- Lüchow-Schmarsauer Eisenbahn GmbH (tot 30 maart 1969, zelfstandig verder)
- Niederweserbahn GmbH (tot 26 september 1964, stilgelegd)
- Rinteln-Stadthagener Verkehrs GmbH (sinds 1 augustus 2011 verder onder de Rhein-Sieg Eisenbahn)
- Steinhuder Meer-Bahn GmbH (vanaf 1 maart 2000 zelfstandig verder)
- Wilstedt-Zeven-Tostedter Eisenbahn GmbH (vanaf 1 september 1981 verder onder de Eisenbahnen un Verkehrsbetriebe Elbe-Weser)

Verder exploiteert de OHE de 15 kilometer spoorlijn Bomlitz-Walsrode voor het bedrijf Dow Wolff Cellulosics.

## Materieel

### Verleden
Van de voorgangers van de OHE werden viertal verschillende stoomlocomotieven overgenomen. In 1946-1949 werden 22 stoomlocomotieven van de Deutsche Reichsbahn gekocht, om de gestegen verkeersvraag met eigen locomotieven te kunnen rijden. Ze reden onder het oude typenummer met een nieuw nummer verder (Baureihen 55, 56, 75.6, 76, 91, 92). Gelijktijdig kregen de voorhanden locomotieven een nieuw typenummer: drieassige locomotief werd onder Baureihe 89 geordend en vierassige als Baureihe 92. In 1965 werd de laatste locomotief terzijde gesteld.
Ook 13 treinstellen nam de OHE over van de voorgangers, daaronder vier Wismarer Schienenbussen. Tussen 1954 en 1959 werden zeven MaK-Großraumtriebwagen en een Esslinger Triebwagen aangeschaft, die de exploitatie van het reizigersverkeer moderniseerde en tot het einde in dienst waren.

### Tegenwoordig

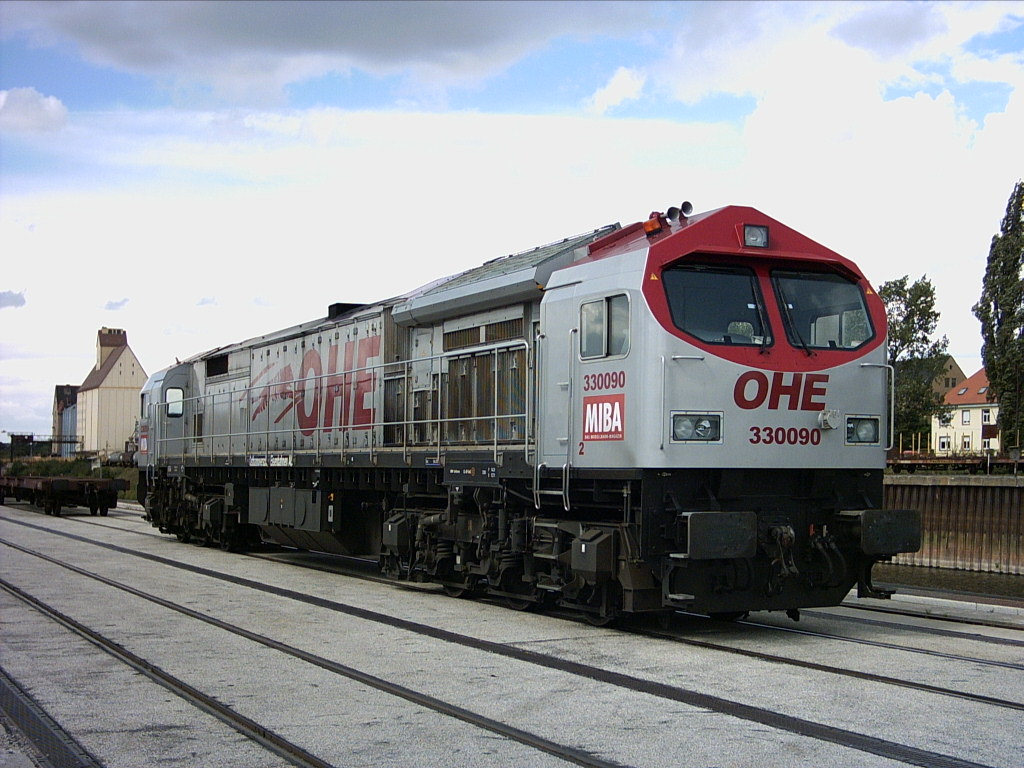
DE-AC33C - Blue Tiger van de OHE (2005)

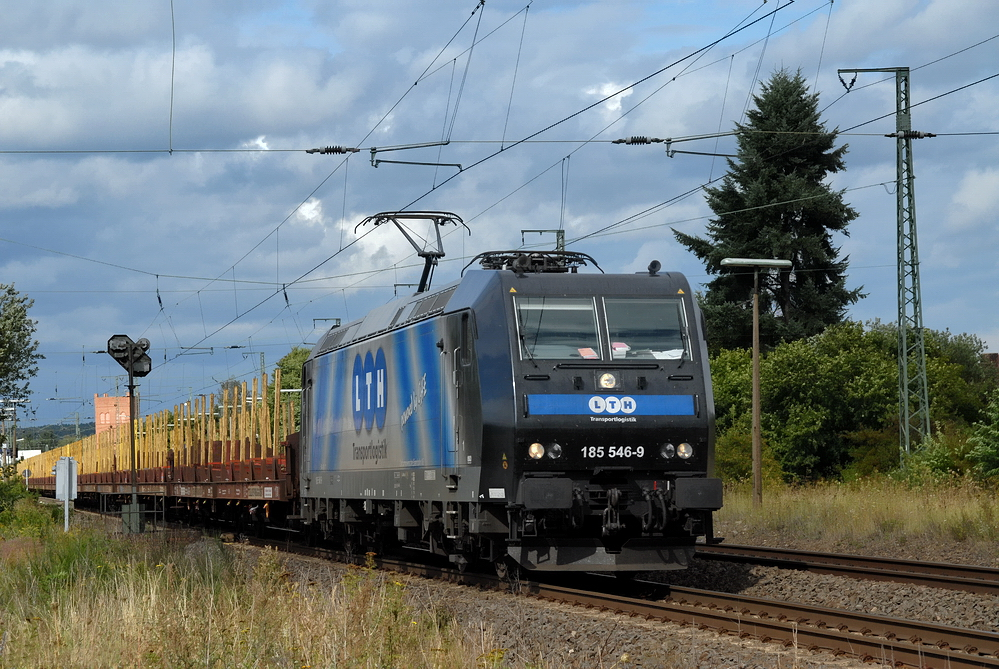
185 546 in Lollar (2008)

De OHE heeft een eigen materieelpark van meer dan 30 diesellocomotieven van diverse typen, zodat men van rangeer- tot grote diesellocomotief voor ritten op het DB-netwerk ten beschikking heeft. In de laatste jaren vond er een vereenvoudiging van de inzette locomotieven plaats, zodat men sindsdien over nog vier verschillende locomotieftypen beschikt. Toen vroeger de Mak-Stangenlocomotieven de ruggengraat van het materieelpark vormde, vindt men tegenwoordig overwegend modernere Mak-standdaardtype (G 1202, G 1204 en G 1205) in dienst bij OHE. Verder in dienst zijn de drie oorspronkelijk 1600 pk sterke G 1600, een verdere ontwikkeling op basis van DB-Baureihe 290. Twee locomotieven van dit type met geringer vermogen werden ondertussen verkocht. De oorspronkelijk drie dubbelmotorige Deutz-diesellocomotieven van het type DG 2000 CCM bevinden zich niet meer bij de OHE, deze zijn vervangen door locomotieven van het type "Blue Tiger" die overwegend ook doorverkocht zijn. Vele van de ingezette locomotieven zijn grootschalig gemoderniseerd en met nieuwe motoren, afstandsbediening en deels ingericht voor meervoudige tractie. 
Voor de zware goederentreinen zette de OHE drie locomotieven van het type DH 1504 (2000 pk), drie locomotieven van het type Siemens ER20 (2700 pk) en een locomotief van het type Bombardier DE-AC33C (Blue Tiger, hier Red Tiger genoemd) met 3300 pk in. Uitgebreid werd het eigen materieel door locomotieven van diverse leasemaatschappijen, over de lange tijd werden vier locomotieven Baureihe G 2000 (3000 pk) en een locomotief Baureihe G 1700-2 (2300 pk) gehuurd. Verder zijn er meerdere elektrische locomotieven van het type Bombardier TRAXX F 140 AC in dienst. Sinds december 2014 horen ook twee Siemens Vectron tot het wagenpark.
Voor de Heidekreuz werden door de opdrachtgever LNVG 27 nieuwe treinstellen LINT 41 aangeschaft en voor de OHE ter beschikking gesteld. De OHE zet de treinstellen in bij de dochteronderneming erixx.